# Butch Reynolds
Harry Lee Reynolds Jr., detto Butch (Akron, 8 giugno 1964), è un ex velocista statunitense, specializzato nei 400 metri piani.
In carriera è stato medaglia d'oro ai Giochi olimpici di Seul con la staffetta 4×400 metri e detentore del record mondiale dei 400 m piani dal 1988 al 1999.

## Biografia
Il 17 agosto 1988 divenne primatista mondiale dei 400 m piani con il tempo di 43"29, superando di 57 centesimi il record precedente di Lee Evans, stabilito ai Giochi olimpici di Città del Messico vent'anni prima. Il suo primato resistette undici anni, prima di essere migliorato da Michael Johnson nel 1999.
Sempre nei 400 metri, Reynolds vinse la medaglia d'argento ai Giochi olimpici del 1988 nella gara individuale e l'oro con la staffetta 4×400 metri statunitense. Ai campionati mondiali fu terzo nell'edizione del 1987 e due volte secondo (1993 e 1995), vincendo altrettanti ori nelle corrispondenti staffette. Nel 1993 fu primo ai Campionati del mondo indoor.
Ai Giochi olimpici di Atlanta del 1996 un infortunio lo obbligò a non terminare la semifinale, costringendolo anche a rinunciare a correre con la staffetta. Si ritirò dall'attività agonistica al termine del 1999.

## Record mondiali

### Seniores
- Staffetta 4×400 metri: 2'54"29 ( Stoccarda, 22 agosto 1993) (Andrew Valmon, Quincy Watts, Butch Reynolds, Michael Johnson)

## Palmarès
| Anno | Manifestazione  | Sede      | Evento      | Risultato  | Prestazione | Note                  |
| ---- | --------------- | --------- | ----------- | ---------- | ----------- | --------------------- |
| 1987 | Mondiali        | Roma      | 400 m piani | Bronzo     | 44"80       |                       |
| 1987 | Mondiali        | Roma      | 4×400 m     | Oro        | 2'57"29     | Record dei campionati |
| 1988 | Giochi olimpici | Seul      | 400 m piani | Argento    | 43"93       |                       |
| 1988 | Giochi olimpici | Seul      | 4×400 m     | Oro        | 2'56"16     | Record mondiale       |
| 1993 | Mondiali indoor | Toronto   | 400 m piani | Oro        | 45"26       | Record dei campionati |
| 1993 | Mondiali        | Stoccarda | 400 m piani | Argento    | 44"13       |                       |
| 1993 | Mondiali        | Stoccarda | 4×400 m     | Oro        | 2'54"29     | Record mondiale       |
| 1995 | Mondiali        | Göteborg  | 400 m piani | Argento    | 44"22       |                       |
| 1995 | Mondiali        | Göteborg  | 4×400 m     | Oro        | 2'57"32     |                       |
| 1996 | Giochi olimpici | Atlanta   | 400 m piani | Semifinale | dnf         |                       |

## Altre competizioni internazionali
1988
- Oro al Weltklasse Zürich ( Zurigo), 400 m piani - 43"29

1989
- Argento alla Grand Prix Final ( Monaco), 400 m piani - 45"06

1993
- Argento alla Grand Prix Final ( Londra), 400 m piani - 44"96